# 武夷山薹草
武夷山薹草（学名：Carex wuyishanensis）为莎草科薹草属的植物，为中国的特有植物。分布在中国大陆的福建省等地，生长于海拔1,000米的地区，常生于草地，目前尚未由人工引种栽培。